# Adrian Ștefănescu
Adrian Ștefănescu (n. 3 februarie 1943) este un actor și cascador român.

## Biografie
A absolvit Institutul de Artă Teatrală și Cinematografică “I.L. Caragiale”   în 1972. În același an a juca primul său rol de film ca actor, în Astă seară dansăm în familie. Până în anul 1983 a fost nelipsit din distribuția filmelor românești. Ar fi semnat un angajament de colaborare cu Securitatea în 1974.

## Filmografie
Actor
- Astă seară dansăm în familie (1972)
- Cu mâinile curate (1972)
- Ultimul cartuș (1973)
- Păcală (1974)
- Un comisar acuză (1974)
- Agentul straniu (1974)
- Nemuritorii (1974)
- Pintea (1976)
- Buzduganul cu trei peceți (1977)
- Pentru patrie (1978)
- Vlad Țepeș (1979)
- Vis de ianuarie (1979)
- Falansterul (1979)
- Rug și flacără (1980)
- Ultima noapte de dragoste (1980)
- Drumul oaselor (1980)
- Burebista (1980)
- Capcana mercenarilor (1981)
- Duelul (1981)
- Liniștea din adîncuri (1982)
- Calculatorul mărturisește (1982)
- Femeia din Ursa Mare (1982)
- Comoara (1983)
- Sfîrșitul nopții (1983)
- Misterele Bucureștilor (1983)
- Pe malul stîng al Dunării albastre (1983)
- Secretul lui Bachus (1984)
- Să mori rănit din dragoste de viață (1984)
- Hanul dintre dealuri (1988)
- Supraviețuitorul (2008)

Cascador/Consultant
- Mihai Viteazul (1971)[4][5]
- Săgeata căpitanului Ion (1972)
- Comoara (1983) - consultant de lupte
- Totul se plătește (1987)

Asistent de regie
- Femeia din Ursa Mare (1982)

## Teatru
- Bălăioara de Charles Perrault, la Compania Pelerin[6]
- Spărgătorul de nuci de Ernst Theodor Amadeus Hoffmann, la Teatrul Elisabeta[7]